# Yochanan Vollach
Yochanan Vollach (hebrejsko יוחנן וולך), izraelski nogometaš, * 14. maj 1945, Kiryat Bialik, Palestina. 
Za izraelsko nogometno reprezentanco je odigral 12 tekem in dosegel 1 zadetek.